# 서산인더스밸리

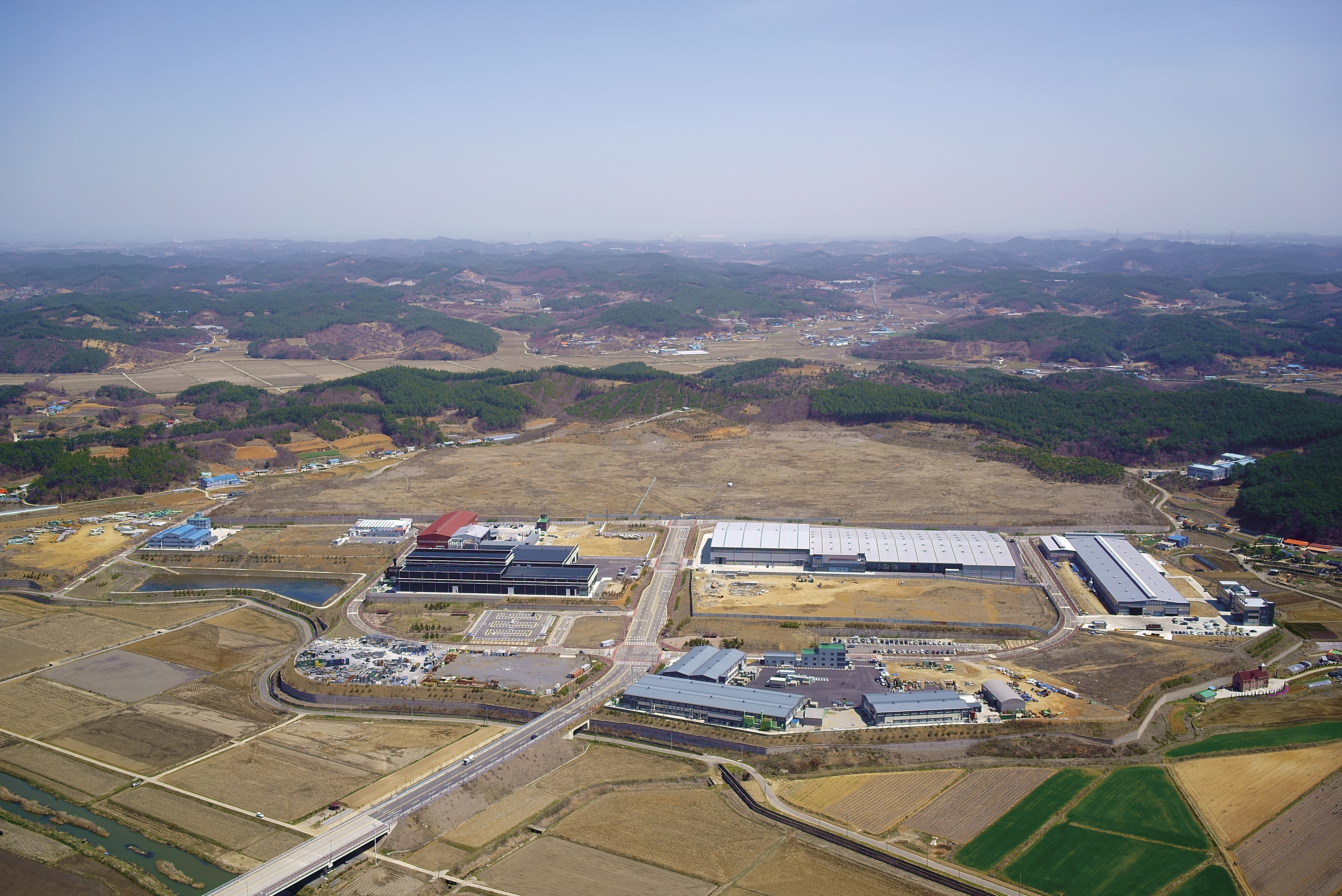
서산인더스밸리 전경

서산인더스밸리는 충남 서산시 성연면 해성리 일원에 조성된 지방산업단지이다. 2008년에 서산2 일반산업단지로 지정 승인되어 계룡건설산업㈜가 개발 시행하였으며, 2012년 11월 28일에 산업단지 조성 준공인가 되었고, 2013년 7월 26일에 서산인더스밸리로 단지 명칭이 변경되었다.
서산인더스밸리의 총조성면적은 812,034m2로 이중 산업시설면적이 610,867.7m2, 지원시설용지가 2,315.8m2로 산업단지 분양은 완료된 상태이며, 현재 광성강관공업 주식회사, ㈜한국진공야금 등 6개의 공장이 가동 중에 있다.